# 尼古拉·诺索夫
尼古拉·尼古拉耶维奇·诺索夫（俄语：Николай Николаевич Носов，1908年11月23日—1976年7月26日），苏联儿童文学作家、导演。

## 生平
诺索夫于1908年生于俄罗斯帝国基辅，1929年，他进入莫斯科电影学院导演系，1932年毕业。1932至1951年，他导演了多部科教电影。1938年，他开始发表儿童文学作品。其代表作有《马列耶夫在学校和家里》，《小无知游太阳城》等。1952年获得苏联国家奖。

## 外部連結
- （页面存档备份，存于）
- （页面存档备份，存于）